# أناليا ألميدا
أناليا ألميدا (بالإسبانية:Analía Almeida ، 19 أغسطس 1985) هي مهاجمة كرة قدم أرجنتينية سابقة.

## المسيرة الإحترافية
لعبت في منتخب الأرجنتين لكرة القدم للسيدات في دورة الألعاب الأولمبية الصيفية لعام 2008 . أما مع النوادي، هي لعبت مع نادي سان لورينزو دي ألماجرو. 

## وصلات خارجية
- FIFA.com
- http://www.alamy.com/stock-photo-japans-kyoko-yano-top-and-argentinas-analia-almeida-fight-for-the-119954782.html%5Bوصلة+مكسورة%5D
- http://www.lfpress.com/sports/soccer/2012/01/17/19257931.html